# GMDSS
GMDSS (Global Maritime Distress and Safety System - univerzalni pomorski sistem za stisko in varnost na morju) je tako imenovan sistem pomorskih določil, ki so pomemben del IMO (International Maritime Organisation - Mednarodna pomorska organizacija) SOLAS (Safety Of Life At Sea - Zaščita človeških življenj na morju) konvencije. Sistem GMDSS temelji na mednarodno dogovorjenih varnostnih postopkih, vrstah komunikacijskih naprav in komunikacijskih protokolov, ki se uporabljajo za povečevanje varnosti na morju in omogočajo lažje reševanje plovil v stiski.
Sistem GMDSS določa metode in postopke za sprožitev alarma s pomočjo radijske komunikacije, ki poveže v reševalno akcijo koordinacijski center za reševanje na morju, obalne postaje in bližnja plovila, ki lahko pomagajo pri reševanju. Takšen način alarmiranja ladja-obala zagotavlja hitro in učinkovito operacijo iskanja in reševanja na morju. 